# Марзе (Торино)
Марзе је насеље у Италији у округу Торино, региону Пијемонт.
Према процени из 2011. у насељу је живело 27 становника. Насеље се налази на надморској висини од 222 м.